# ماهواره اینست - ۴بی
ماهواره مخابراتی اینست (انگلیسی: INSAT-4B) یک سامانه ماهواره‌ای ملی هندی است که در سال ۲۰۰۷ به مدار ۹۳٫۴۸ درجه شرقی زمین فرستاده شد. سازمان پژوهش‌های فضایی هند طرح اولیه این سامانه را ارائه داده بود.